# Destiny -The Lovers-
DESTINY -THE LOVERS- – piąty singiel zespołu Versailles, wydany 27 października 2010 roku. Osiągnął 17 pozycję na liście Oricon.
Jest to pierwszy singiel zespołu, w którym gra nowy basista Masashi. Singiel wyszedł w trzech edycjach: regularnej tylko z CD i dwóch limitowanych, każdej z inną okładką i DVD. Pierwsza zawierała występ na żywo z ich koncertu w JCB Hall w Tokyo 30 kwietnia 2010 roku, druga zawierała film promocyjny do utworu tytułowego.

## Lista utworów
Regularna edycja
| Nr | Tytuł                  | Autorzy tekstów | Muzyka | Czas |
| -- | ---------------------- | --------------- | ------ | ---- |
| 1. | „DESTINY -THE LOVERS-” | Kamijo          | Kamijo | 5:53 |
| 2. | „GLOWING BUTTERFLY”    | Kamijo          | Hizaki | 5:55 |
| 3. | „LIBIDO”               | Kamijo          | Teru   | 4:03 |

Limitowana edycja I (DVD)
| Nr | Tytuł                                                       | Autorzy tekstów | Muzyka | Czas |
| -- | ----------------------------------------------------------- | --------------- | ------ | ---- |
| 1. | „Ai to kanashimi no Nocturne” (jap. 愛と哀しみのノクターン) | Kamijo          | Teru   |      |
| 2. | „Amorphous”                                                 | Kamijo          | Hizaki |      |
| 3. | „Gekkakō” (jap. 月下香)                                     | Hizaki          | Hizaki |      |
| 4. | „Serenade”                                                  | Kamijo          | Hizaki |      |
| 5. | „ASCENDEAD MASTER”                                          | Kamijo          | Hizaki |      |
| 6. | „God Palace”                                                | Kamijo          | Kamijo |      |

Limitowana edycja II (DVD)
| Nr | Tytuł                              | Autorzy tekstów | Muzyka | Czas |
| -- | ---------------------------------- | --------------- | ------ | ---- |
| 1. | „DESTINY -THE LOVERS-” (wideoklip) | Kamijo          | Kamijo |      |